# Кобилін-Крушево
Кобилін-Крушево (пол. Kobylin-Kruszewo) — село в Польщі, у гміні Кобилін-Божими Високомазовецького повіту Підляського воєводства.
Населення — 170 осіб (2011).
У 1975-1998 роках село належало до Ломжинського воєводства.

## Демографія
Демографічна структура станом на 31 березня 2011 року:
|          | Загалом | Допрацездатний вік | Працездатний вік | Постпрацездатний вік |
| -------- | ------- | ------------------ | ---------------- | -------------------- |
| Чоловіки | 81      | 21                 | 42               | 18                   |
| Жінки    | 89      | 27                 | 38               | 24                   |
| Разом    | 170     | 48                 | 80               | 42                   |